# AgustaWestland AW109
El AgustaWestland AW109 (anteriormente denominado Agusta A109) es un helicóptero desarrollado por la compañía italiana Agusta, desde 2000 parte de AgustaWestland (fusionada, a su vez, en Finmeccanica a partir de 2016 y desde entonces, Leonardo), para uso civil y militar. Se trata de un helicóptero ligero de 6 u 8 plazas bimotor de tren retráctil. El AW119 Koala es una versión monomotor con patines del AW109.

## Diseño y desarrollo
En la década de 1960, Agusta diseñó el A109 como un helicóptero comercial de un solo turboeje Turbomeca Astazou XII de 690 hp. Pronto se dieron cuenta de que se necesitaba, principalmente por consideraciones de seguridad, de un diseño bimotor, por lo que fue rediseñado en 1967 para ser propulsado con dos turboejes Allison 250-C14 de 370 hp. El proyecto del modelo A109B para usos militares fue abandonado en 1969 y la empresa se concentró en la versión civil de ocho plazas A109C Hirundo (Golondrina). El primero de los tres prototipos realizó su vuelo inaugural el 4 de agosto de 1971. Después de un desarrollo prolongado, el primer ejemplar de preserie se completó en abril de 1975, y la entrega de los primeros aparatos de serie llamados A109A comenzó a principios de 1976. El helicóptero se convirtió en un éxito y pronto fue utilizado en otras funciones, tales como transporte ligero, ambulancia aérea y misiones de búsqueda y rescate.
En 1975, Agusta regresó de nuevo a la posibilidad de una versión militar y llegó a un acuerdo con la firma Hughes Aircraft, fabricante de misiles TOW. Los ensayos se llevaron a cabo entre 1976 y 1977 con cinco A109A equipados con misiles Hughes TOW. Dos variantes militares se desarrollaron entonces, una de ataque ligero, antiblindados y apoyo cercano, y otra para operaciones navales.
La venta de Agusta A109 a las fuerzas armadas belgas en 1988 dio lugar a un escándalo de soborno cuando se denunció que la empresa había dado al Partido Socialista Belga más de 50 millones de francos belgas para conseguir la venta. Este escándalo provocó la renuncia y condena del Secretario General de la OTAN, Willy Claes.
El A109 cambió su designación a AW109 después de que en julio de 2000 se realizara la fusión de Finmeccanica SpA (a partir de 2017 Leonardo) y GKN plc con sus respectivas subsidiarias de helicópteros: Agusta y Westland Helicopters, formando AgustaWestland (que en 2016 se fusionó en Leonardo-Finmeccanica).
En agosto de 2008, Scott Kasprowicz y Steve Sheik rompieron el récord de velocidad alrededor del mundo con un AgustaWestland Grand estándar, con un tiempo de 11 días, 7 horas y 2 minutos. El A109S Grand es también el helicóptero más rápido desde Nueva York a Los Ángeles.

### Componentes
Referencias: airforce-technology.com

#### Electrónica
| Sistema      | País | Fabricante | Notas     |
| ------------ | ---- | ---------- | --------- |
| Red de datos |      |            | ARINC 429 |

#### Armamento

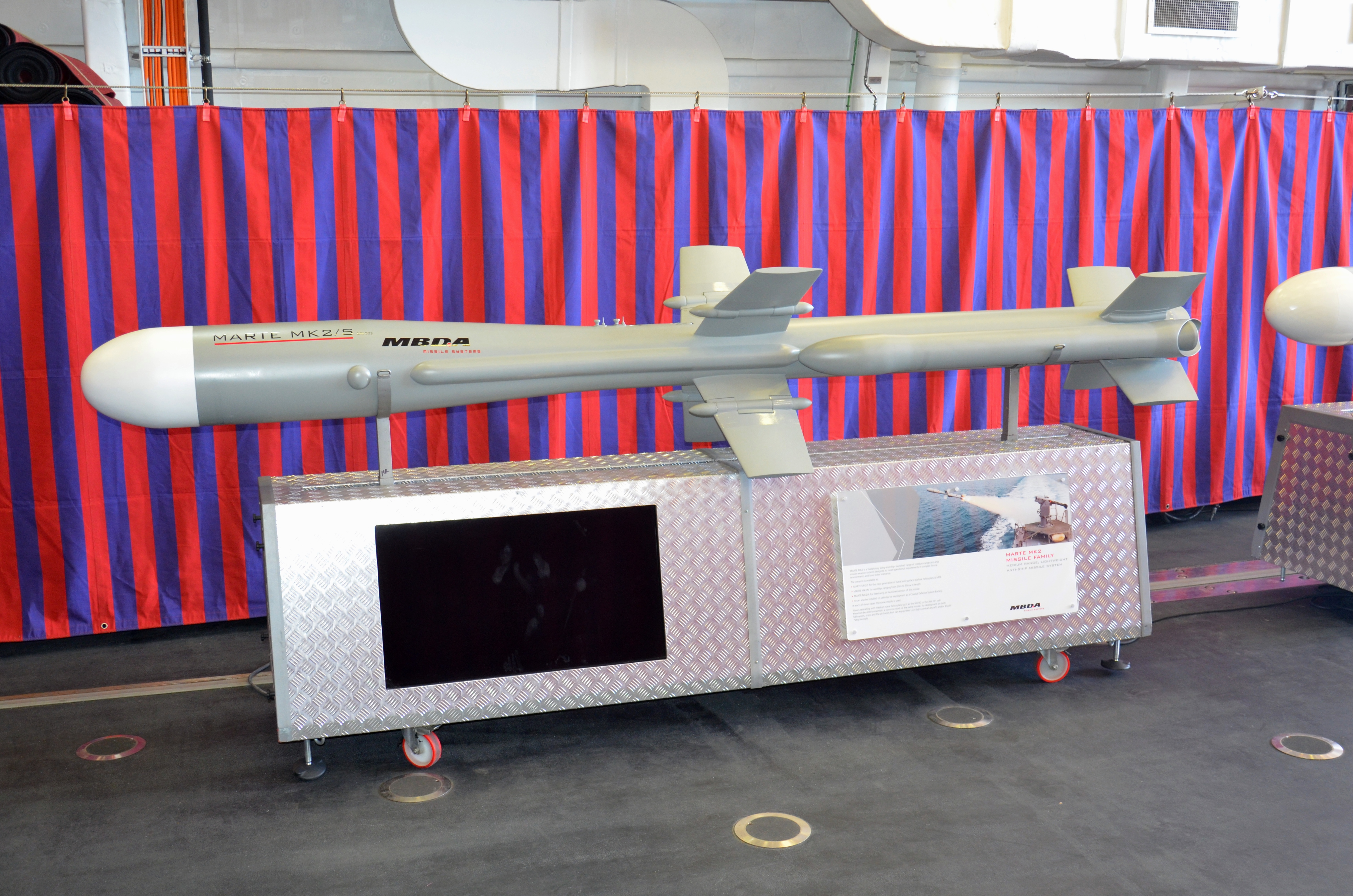
Marte Mk.2.

| Sistema                                       | País              | Fabricante                | Notas                                                      |
| --------------------------------------------- | ----------------- | ------------------------- | ---------------------------------------------------------- |
| Ametralladora (opción)                        | Bélgica           | FN Herstal                | 2 × FN MAG de 7,62 mm                                      |
| Ametralladora (opción)                        | Bélgica           | FN Herstal                | 2 × M3M de 12,7 mm                                         |
| Contenedor de ametralladora (opción)          | Bélgica           | FN Herstal                | 2 × FN MAG de 7,62 mm                                      |
| Contenedor de ametralladora (opción)          | Bélgica           | FN Herstal                | 2 × HMP400LC de 12,7 mm                                    |
| Contenedor de ametralladora y cohete (opción) | Bélgica           | FN Herstal                | 2 × RMP LC con FN Browning HP de 12,7 mm y cohete de 70 mm |
| Cohete aire-tierra SNEB de 68 mm              | Francia           | TDA Armements SAS         |                                                            |
| Cohete aire-tierra Hydra 70 de 70 mm          | Estados Unidos    | General Dynamics          |                                                            |
| Cohete aire-tierra FZ de 70 mm                | Bélgica           | Forges de Zeebrugge       |                                                            |
| Misil antitanque HOT 1                        | Alemania, Francia | Euromissile               |                                                            |
| Misil antitanque HOT 2                        | Alemania          | Euromissile               |                                                            |
| Misil antitanque BGM-71 TOW                   | Estados Unidos    | Raytheon                  |                                                            |
| Misil antitanque AGM-114 Hellfire             | Estados Unidos    | Lockheed Martin           |                                                            |
| Misil antibuque Marte Mk.2                    | Italia            | MBDA Italia               |                                                            |
| Misil aire-aire AIM-92 Stinger                | Estados Unidos    | General Dynamics Raytheon |                                                            |
| Misil aire-aire Mistral 2                     | Francia           | MBDA                      |                                                            |

#### Propulsión

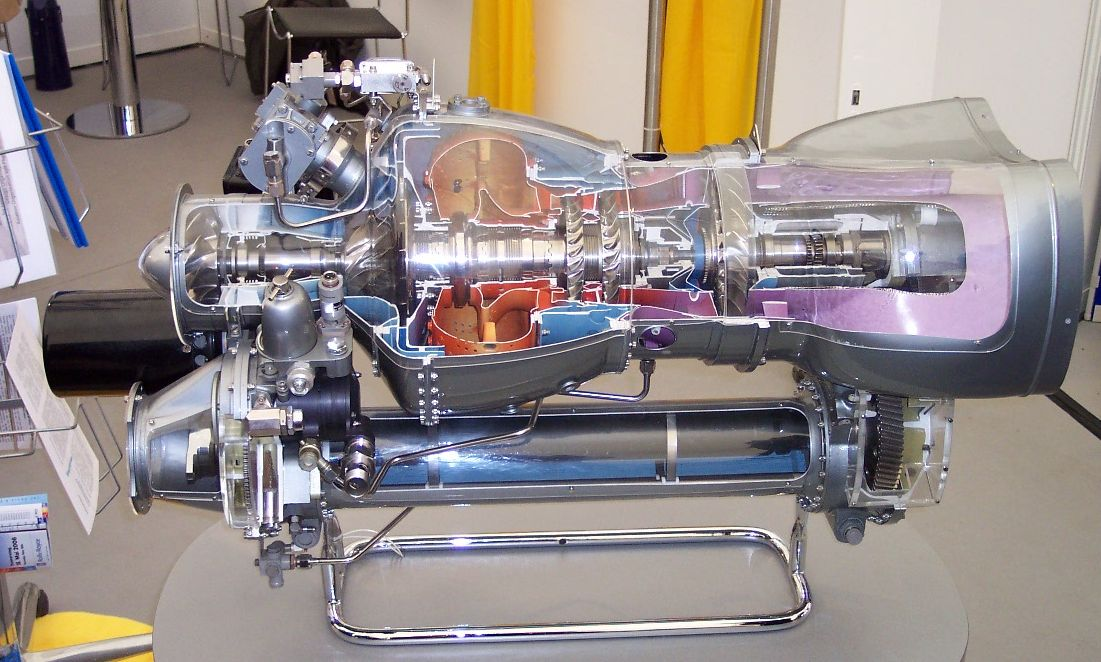
Corte esquemático del Arriel.

| Sistema             | País           | Fabricante             | Notas         |
| ------------------- | -------------- | ---------------------- | ------------- |
| Motor (original)    | Estados Unidos | Allison Engine Company | 2 × Model 250 |
| Motor (opción 1993) | Francia        | Turbomeca              | 2 × Arriel    |
| Motor (opción 1996) | Canadá         | Pratt & Whitney Canada | 2 × PW206C    |
| Motor (opción 2003) | Francia        | Turbomeca              | 2 × Arrius    |
| Motor (opción 2005) | Canadá         | Pratt & Whitney Canada | 2 × PW207C    |

## Variantes
A109A
El primer modelo de producción, propulsado por dos motores turboeje Allison 250-C20. Realizó su primer vuelo el 4 de agosto de 1971. Inicialmente, el A109 se comercializó bajo el nombre de "Hirundo" (golondrina en latín), pero se eliminó en pocos años.
A109A EOA
Versión militar para el ejército italiano.
A109A Mk II
Actualización de la versión civil del A109A.
A109A Mk.II MAX
Versión de evacuación aeromédica, sobre la base de A109A Mk.II con cabina extra ancha y puertas de acceso abisagradas arriba y abajo, en lugar de a un lado.
A109B
Versión militar no construida.
A109C
Versión civil de ocho asientos, propulsada por dos motores Allison modelo 250-C20R-1 de turboeje.
A109C MAX
Versión de evacuación aeromédica, sobre la base del A109C con cabina extra ancha y puertas de acceso abisagradas arriba y abajo, en lugar de a un lado.
A109D
Un único prototipo.
A109E Power
Actualización de la versión civil, inicialmente propulsada por dos motores Turbomeca Arrius 2K1. Más tarde, el fabricante presentó una opción de dos motores Pratt & Whitney PW206C (ambas versiones siguen siendo conocidas como A109E Power).
A109E Power Elite
Versión de cabina alargada del A109E. Esta variante, que es operada por la RAF, tiene una cabina de cristal con dos juegos completos de instrumentos y sistemas de navegación, incluyendo un piloto automático de tres ejes, un sistema de aterrizaje automático integrado ILS y sistema GPS. También tiene una pantalla de mapa móvil, radar meteorológico y un sistema de alerta de tráfico.
A109LUH
Variante militar de helicóptero utilitario ligero (Light Utility Helicopter) basada en el A109E Power. Los operadores incluyen a la Fuerza Aérea de Sudáfrica, así como Suecia, Nueva Zelanda y Malasia.
MH-68A Stingray
Ocho A109E modificados utilizados por la Guardia Costera de Estados Unidos.
A109K
Versión militar.
A109K2
Versión para operaciones a gran altitud y a alta temperatura, con ruedas fijas en lugar de las ruedas retráctiles de la mayoría de las variantes del A109, que pueden equiparse con esquíes para aterrizajes en la nieve. Utilizado típicamente por operadores de policía, búsqueda y rescate, y ambulancia aérea.
A109M
Versión militar.
A109KM
Versión militar "alto y cálido".
A109KN
Versión naval.
A109CM
Versión militar estándar.
A109GdiF
Versión para la Guardia di Finanza italiana.
A109BA
Versión creada para el ejército belga.
A109S Grand
Cabina alargada, mejorada versión civil con dos motores Pratt & Whitney Canada PW207 y palas alargadas del rotor principal con diseño de punta diferente a la versión Power.
AW109 Grand New (o AW109 SP)
Versión con IFR, TAWS y EVS, especialmente para EMS.
AW109 Trekker
Versión del AW109 Grand con patines de aterrizaje fijos.
CA109
Versión china del A109, fabricado por Industrias Changhe Aircraft Corporation bajo licencia.

## Operadores

### Militares
Albania

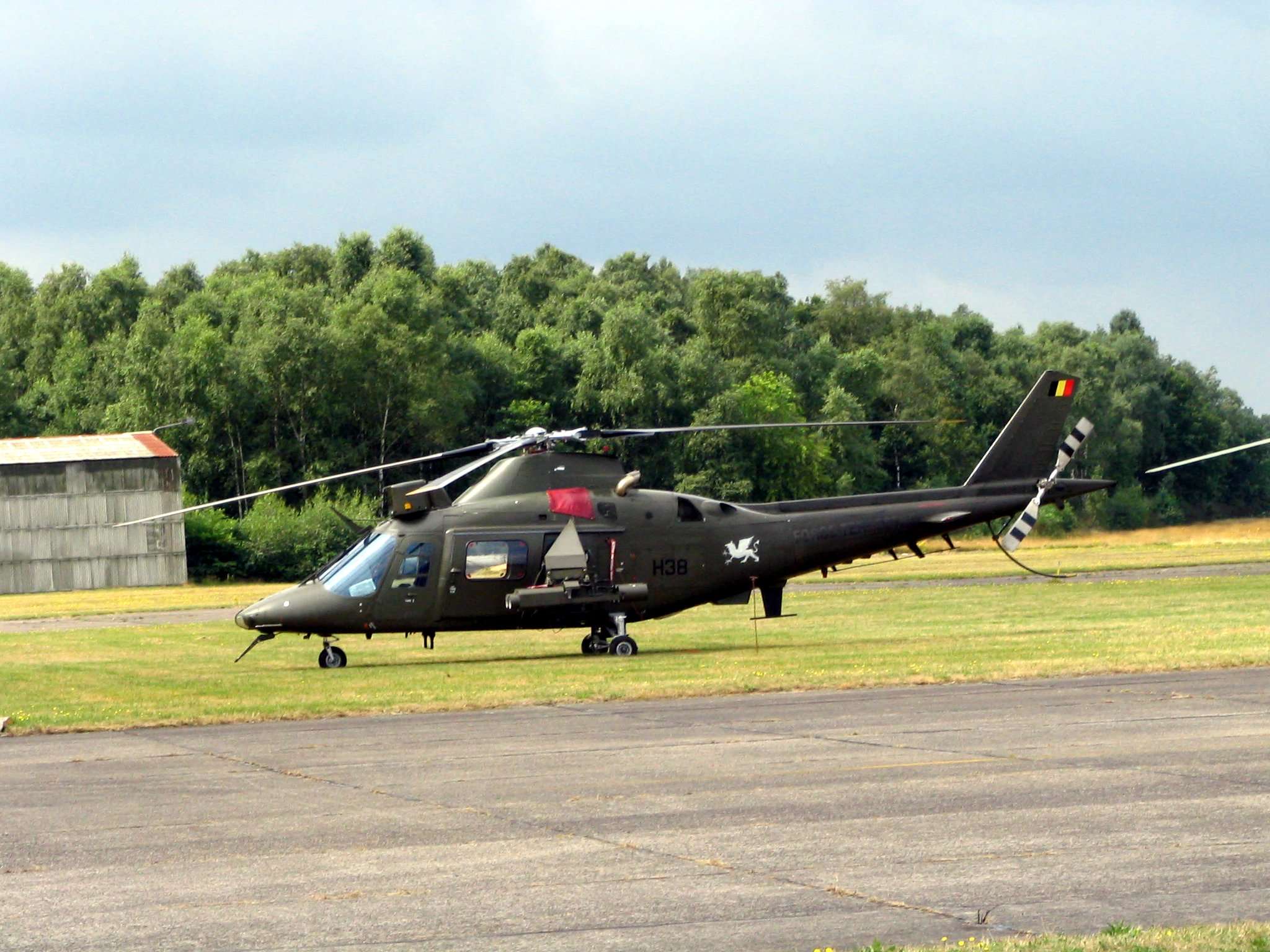
Versión anticarro A109BA del Componente Aéreo Belga.

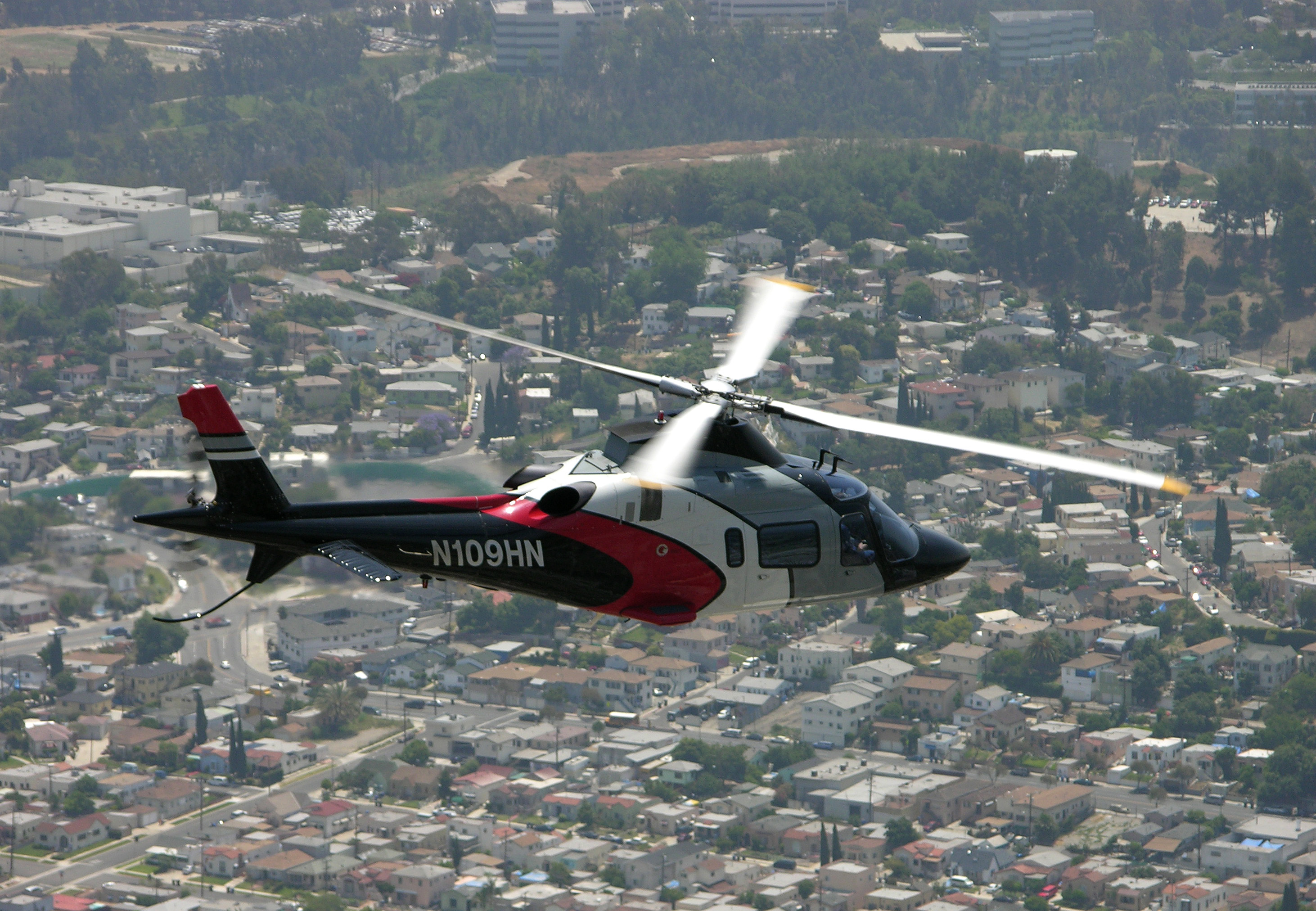
Agusta A109 de Helinet sobre Los Ángeles, California.

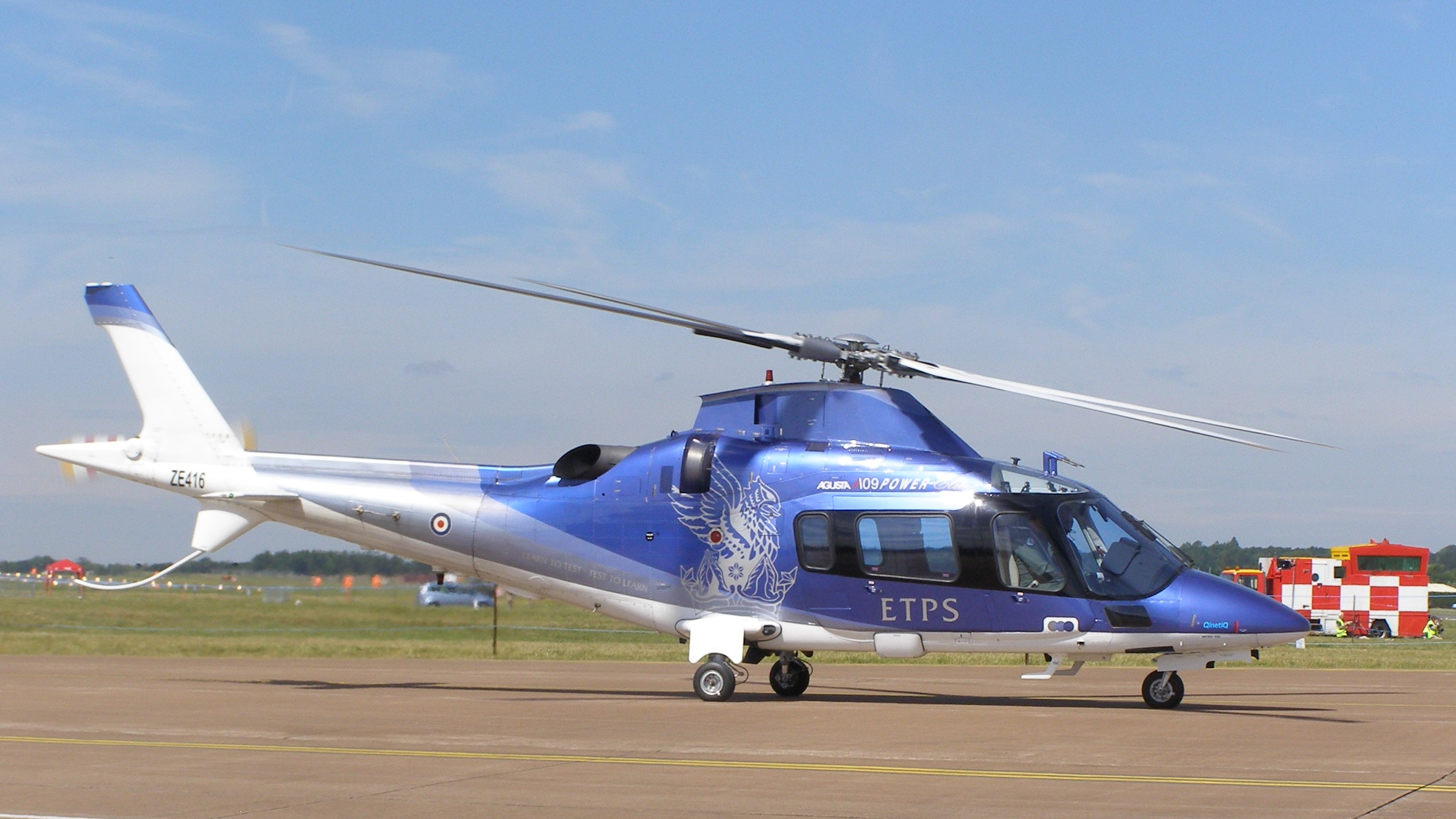
A109E de la Empire Test Pilots' School.

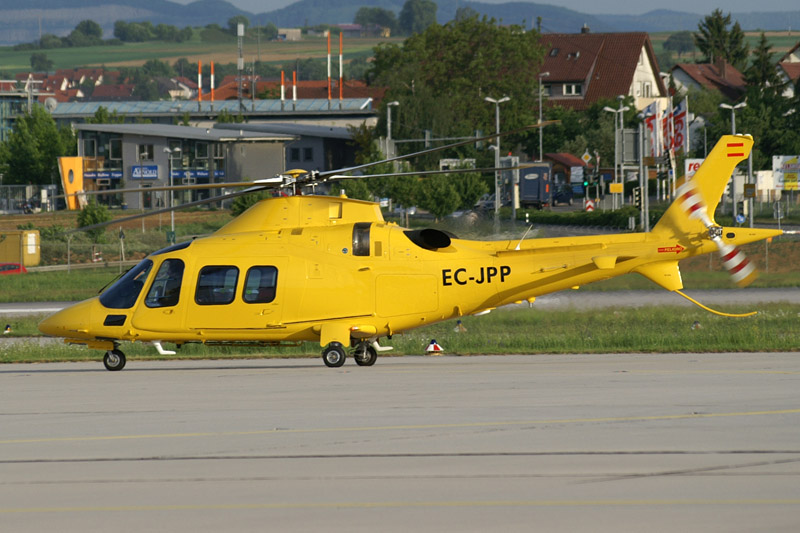
Un AW109S Grand.

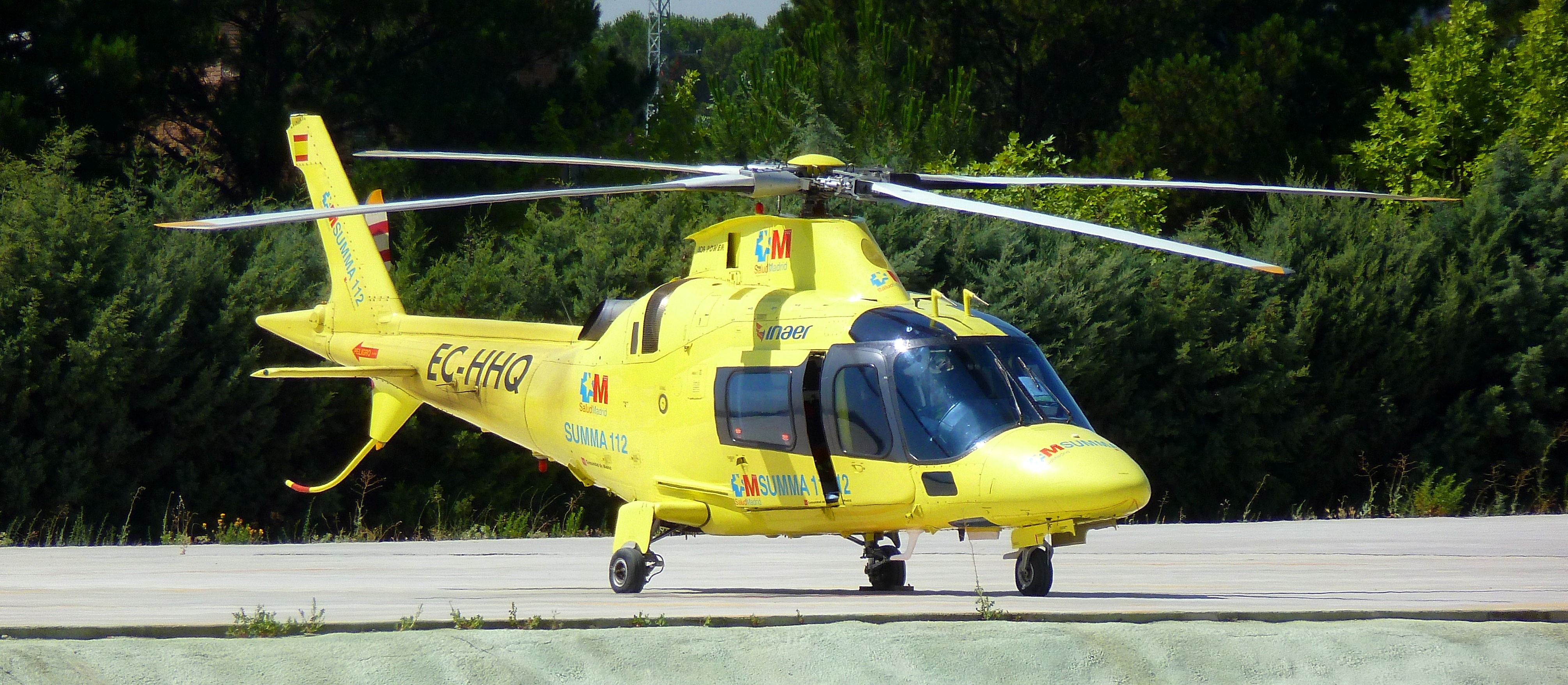
A-109E Power del SUMMA 112.

- Fuerza Aérea Albanesa: usado en transporte VIP.

 Argelia
- Gendarmería Argelina[5]

 Australia
- Marina Real Australiana[6]

 Bangladés
- Marina de Bangladés

 Bélgica
- Componente Aéreo Belga

 Benín
 Chile
- Carabineros de Chile

 China
- Variante CA109.

 Filipinas
- Marina de Filipinas

 Ghana
 Grecia
- Fuerza Aérea Griega

 Honduras
 Italia
 Letonia
 Malasia
- Ejército Malayo
- Agencia de Seguridad Marítima Malaya
- Departamento de Rescate y Lucha contra incendios Malayo

 México
- Fuerzas Armadas de México

 Nigeria
- Marina Nigeriana: tres helicópteros adquiridos originalmente, uno perdido en 2007, comisionados dos adicionales en 2009.

 Nueva Zelanda
- Real Fuerza Aérea de Nueva Zelanda: serían entregados cinco helicópteros a partir de octubre de 2010 para reemplazar al Bell 47 Sioux.[7]

 Panamá
- Servicio Nacional Aeronaval

 Paraguay
- Fuerza Aérea Paraguaya
  - Grupo Aéreo de Helicópteros/GAH: un A109 para transporte presidencial (1993-1998).

 Perú
- Ejército del Perú: 5 ejemplares de la versión A109-K2.[8]

 Reino Unido
- Army Air Corps
- Empire Test Pilots' School
- RAF
  - No. 32 Squadron RAF

 Sudáfrica
 Suecia
 Venezuela

### Antiguos militares
Argentina
- Ejército Argentino: dados de baja en 2006.

 Bélgica
- Ejército Belga

 Eslovenia
- Fuerza Aérea Eslovena

 Estados Unidos
- Guardia Costera de los Estados Unidos: reemplazado por el MH-65C Dolphin.

### Civiles privados y gubernamentales
Arabia Saudita
- Saudi Aramco: 7 helicópteros.[9]

 Argelia
- Policía Argelina: 10 ejemplares[10]

 Australia

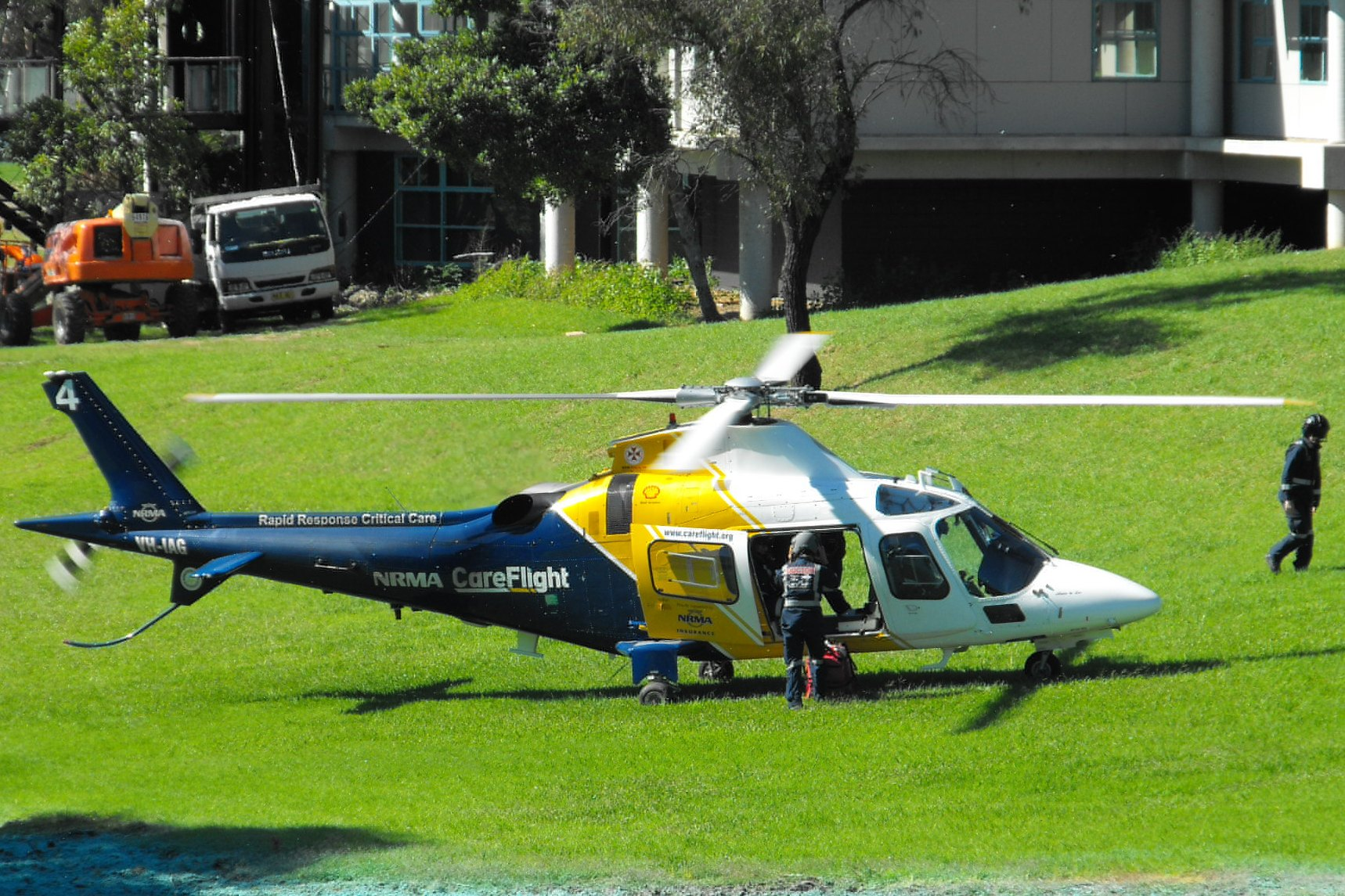
Agusta A109E Power operado por CareFlight International Air Ambulance.

- CareFlight International Air Ambulance

 Bulgaria
- Policía de Fronteras Búlgara

 Eslovaquia
- HEMS - ATE eslovaco

 Eslovenia
- Policía Eslovenia

 España
- SUMMA 112: servicio de urgencias médicas de Madrid.
- EPES: Empresa Pública de Emergencias Sanitarias (cuatro AW109 S/SP y un AW139).

 Estados Unidos
- AirMed Georgia: usa un A109 Power para evacuación médica.
- Hospital North Memorial (Minneapolis/St. Paul, Minesota): tiene varios A109.
- El helicóptero de Medevac de la Universidad de Florida es un Augusta A109.
- Careflite: usa cuatro A109 en Dallas/Fort Worth.
- Intermountain Life Flight: usa dos A109K2 en Utah, Idaho, Wyoming.
- Lifeflight of Maine: usa dos A109E, uno en el centro médico Central Maine en Lewiston (para dos pacientes), otro en el centro médico Eastern Maine en Bangor (un paciente, depósitos extra de combustible).

 Irán
- TARA Airlines

 Japón
- Policía de Japón

 México
- FlyMex
- Secretaría de Gobierno

 Montenegro
- Vektra Aviation: un aparato A109.

 Reino Unido
- Warwickshire and Northamptonshire Air Ambulance[11]
- Ambulancia aérea de Derbyshire, Leicestershire y Rutland[12]

## Historia operacional

### Argentina
En la segunda mitad de la década de 1970, el Ejército Argentino incorporó nueve A109A Hirundo para asignarlos al Batallón de Aviación de Combate 601 (B Av Comb 601) para realizar tareas de exploración y ataque. Entraron en servicio el 19 de diciembre de 1979. Su operador inicial fue la Compañía de Helicópteros de Ataque (Ca Helic Atq).
Esta unidad actuó en la guerra de las Malvinas en 1982 con sus A109A. Inicialmente se desplegaron tres unidades, en los cuarteles de los Royal Marines en arroyo Caprichoso, al oeste de Puerto Argentino. Durante el mes de abril, estos Agusta efectuaron tareas de escolta armada de los helicópteros SA-330L Puma, CH-47C Chinook y Bell UH-1H Huey pertenecientes al mismo Batallón; reconocimiento y transporte de tropas en la preparación de la defensa de las islas.
Tres unidades más se desplegaron en Comodoro Rivadavia y un cuarto civil de la Provincia de Córdoba se desplazó a Río Gallegos.
Después de la primera batalla del 1 de mayo, los A109A continuaron realizando escolta armada de sus compañeros que efectuaban transporte de tropas, apoyo logístico, infiltración y extracción de comandos y evacuación médica.
Permanecieron 68 días en las Malvinas, acumulando 250 horas de vuelo. Operaron hasta el final de la guerra el 14 de junio. Un solo ejemplar se perdió a causa de fuego británico, sin muertes.
Los A109A participaron efectivamente del combate de San Carlos entre el 22 y 23 de mayo, la batalla de Pradera del Ganso el 28 de mayo, y la batalla de Puerto Argentino entre el 13 y 14 de junio.
Los Agusta continuaron su carrera en el EA hasta fines de 2006 o principios de 2007.

### Reino Unido
Al final de la guerra de Malvinas, las fuerzas británicas capturaron a los Hirundo AE-331 y AE-334. Fueron expuestos en el Reino Unido celebrando la victoria. Fueron puestos en servicio a mediados de 1983 con las matrículas ZE410 (el AE-334) y ZE411 (el AE-331), junto a dos ejemplares nuevos. Operaron durante 26 años en el Ejército Británico realizando operaciones especiales, luciendo un esquema de pintura civil. En 2009 fueron retirados y se conservan en museos.

## Accidentes e incidentes
- El 11 de diciembre de 1988, el Agusta A109 Hirundo, matrícula LV-ALS del Gobierno de la Provincia de Córdoba (Argentina), se precipitó a tierra a poco de despegar del Aeroclub de Hernando, ocasionando la muerte de 3 de sus 5 ocupantes, uno de los supervivientes fue el vicegobernador Mario Negri.

- El 6 de noviembre de 2020, un helicóptero Agusta, que transportaba un corazón para un trasplante a un hospital al este de Los Ángeles, impactó contra el helipuerto donde se disponía a aterrizar. Los equipos de emergencia acudieron a rescatar a los ocupantes de la aeronave y al corazón, que fue tirado al suelo accidentalmente por uno de los médicos. El helicóptero involucrado, que funcionaba como ambulancia aérea, era un Agusta A109S Grand, matrícula N109EX, con número de serie 22145, y con una antigüedad de 11 años, que pertenecía a la empresa Helinet Aviation Services, subsidiaria de Prime Healthcare.[14]

- El 22 de enero de 2021, un helicóptero de la Aviación del Ejército del Perú, modelo Agusta A109K2, se estrelló en la ciudad de Mazamari, en la región de Junín. Según fuentes militares, no hubo víctimas mortales. El hecho se produjo alrededor de las 14:30 horas (hora local) debido a un fallo técnico en el momento del aterrizaje, a unos 400 metros del aeropuerto de Mazamari, donde terminó colisionando. Según los residentes locales, el helicóptero dio varias vueltas antes de estrellarse.[15]

## Especificaciones
Referencia datos: www.agustawestland.com

### Características generales
- Tripulación: 1 o 2 pilotos
- Capacidad: 4/7 pasajeros
- Longitud: 13 m (42,8 ft)
- Diámetro rotor principal: 11 m (36,1 ft)
- Altura: 3,5 m (11,5 ft)
- Peso vacío: 2000 kg (4408 lb)
- Peso máximo al despegue: 3000 kg (6612 lb)
- Planta motriz: 2× Turboeje Pratt & Whitney Canada 206C o Turbomeca Arrius 2K1.
  - Potencia: cada uno.

### Rendimiento
- Velocidad máxima operativa (Vno): 285 km/h (177 MPH; 154 kt)
- Alcance en ferry: 964 m (3163 ft)
- Techo de vuelo: 6000 m (19 685 ft)
- Régimen de ascenso: 9,8 m/s (1929 ft/min)

### Armamento
- Ametralladoras:  Puede incluir ametralladora de calibre 12,7 mm con 250 proyectiles en cargador, ametralladora de 12,7 o 7,62 mm en la puerta lateral con un artillero (solo la versión Agusta A109LUH)
- Cohetes: Cohetes de 81 mm en contenedores de 7 o 12 unidades, o cohetes y ametralladora con 3 cohetes de 70 mm y ametralladora de 12,7 mm y 200 proyectiles (solo la versión Agusta A109LUH).
- Misiles: Puede incluir 2 lanzadores de misiles TOW con 2 o 4 misiles cada uno (solo la versión Agusta A109LUH)

## Aeronaves relacionadas

### Desarrollos relacionados
- AgustaWestland AW109S Grand
- AgustaWestland AW119 Koala
- AgustaWestland AW129 Mangusta

### Aeronaves similares
- Bell 222 y 230, Bell 430
- Bell 429
- Sikorsky S-76
- Aérospatiale SA 360 Dauphin
- Eurocopter AS 365 Dauphin
- Eurocopter EC155

### Secuencias de designación
- Secuencia A-_ (interna de Agusta): ← A.104 - A.105 - A.106 - A109 - A109S - A.115 - A.120 →
- Secuencia AW-_ (interna de AgustaWestland): ←  AW101 - VH-71 - CH-149 - AW109 - AW109S - AW119 - AW139 →
- Secuencia _H-_ (Helicópteros estadounidenses, 1962-presente): ← HH-65 - RAH-66 - TH-67 - MH-68 - ARH-70 - VH-71 - UH-72 →